# Canton de Foix-Ville
Le canton de Foix-Ville est une ancienne division administrative française située dans le département de l'Ariège.

## Histoire
Ce canton monocommunal a été créé en décembre 1984 en vue des élections cantonales de 1985 après soustraction de l'ensemble des communes de banlieue et rurales de l'ancien canton de Foix pour former le canton de Foix-Rural.

## Administration
Voir la liste des conseillers généraux de Foix pour les anciens conseillers généraux.
| Période | Période      | Identité          | Étiquette | Qualité                                                                  |
| ------- | ------------ | ----------------- | --------- | ------------------------------------------------------------------------ |
| 1985    | 1985 (décès) | Olivier Carol     | PS        | Instituteur Maire de Foix, député suppléant de Gilbert Faure (1967-1978) |
| 1985    | 2001         | Jean Surre        | PS        | Enseignant Maire-adjoint de Foix                                         |
| 2001    | 2012 (décès) | Jean-Noël Fondère | PS        | Médecin Maire de Foix (1985-2012), conseiller régional                   |
| 2012    | 2015         | Frédérique Massat | PS        | Fonctionnaire territoriale Députée (2007-2017)                           |

## Composition
Le canton de Foix-Ville avait été créé en 1985 par découpage de l'ancien canton de Foix ; il regroupait 1 commune et comptait 9 658 habitants (recensement de 2007 sans doubles comptes).
| Nom  | Code Insee | Intercommunalité         | Superficie (km2) | Population (dernière pop. légale) | Densité (hab./km2) |
| ---- | ---------- | ------------------------ | ---------------- | --------------------------------- | ------------------ |
| Foix | 09122      | CA L'Agglo Foix-Varilhes | 19,32            | 9 721 (2014)                      | 503                |

## Démographie
| 1990  | 1999  | 2006  | 2011  | 2012  |
| ----- | ----- | ----- | ----- | ----- |
| 9 964 | 9 109 | 9 605 | 9 782 | 9 756 |